# LBook

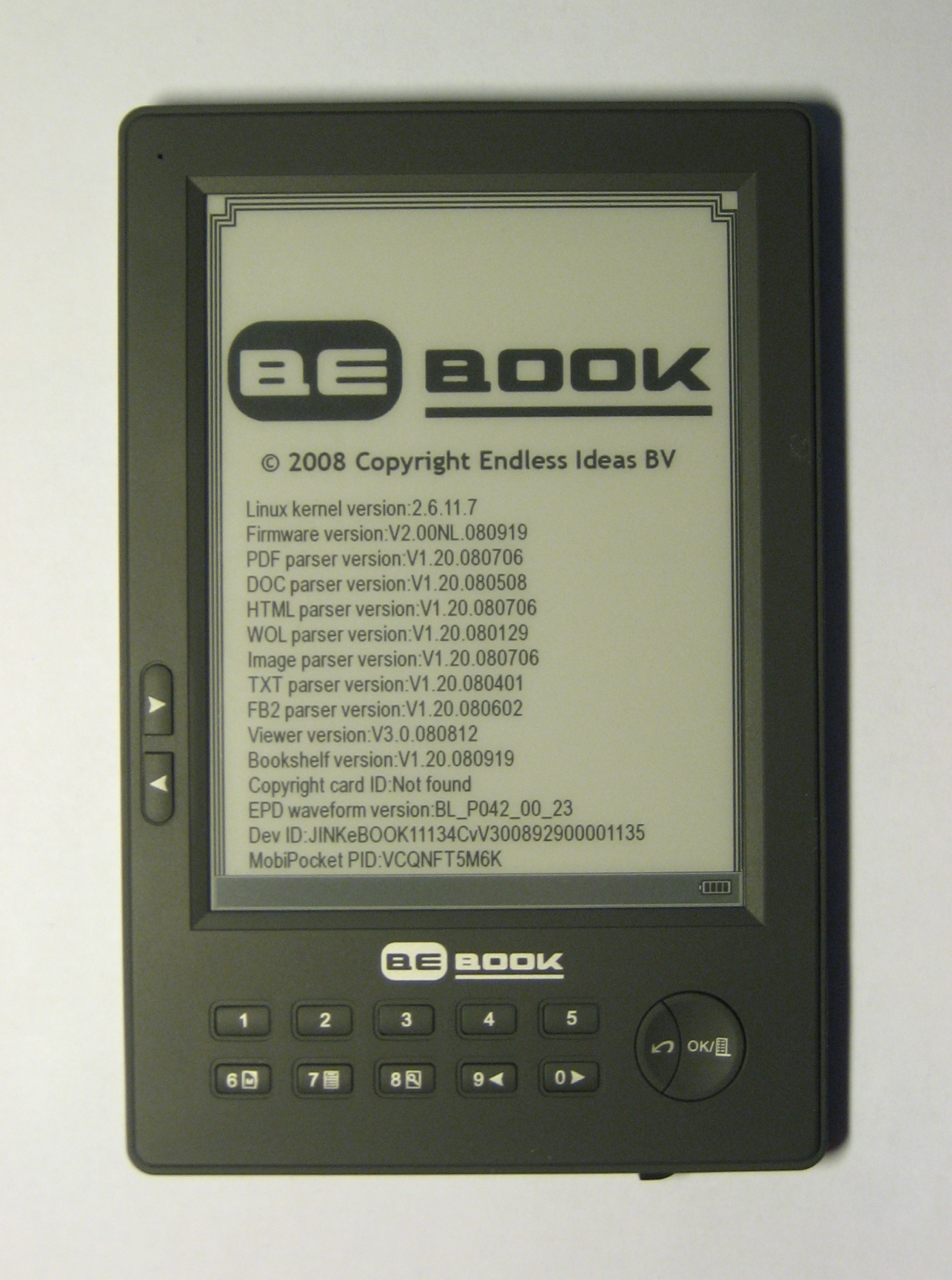
lBook

lBook eReader — серия электронных устройств для чтения книг с «электронной бумагой», выпускаемое по OEM лицензии китайской компанией Tianjin Jinke Electronics Co., LTD. для России и Украины. В устройствах используются экраны от компании E Ink Corporation.

## Устройства серии

### lBook eReader V8
Работает под управлением WolfOS.
Предназначен для чтения текста в электронном виде (электронных книг, текстовых файлов, файлов в формате WOLF, HTML, TXT, а также Microsoft Word, Rich Text Format, PDF, Microsoft Excel (через конвертирование в WOLF-формат). В качестве носителя информации используется карта Secure Digital объёмом до 2ГБ.
Утверждается, что одного заряда аккумулятора достаточно для чтения примерно 10 тыс. страниц текста.

### lBook eReader V3
Работает под управлением Wolf-Linux и поддерживает большее количество форматов без преобразования, в частности, FB2 и PDF.
В ноябре 2007 года стартовали официальные продажи lBook eReader V3 на Украине и в России..
Существует три модификации устройства, различающиеся объёмом внутренней памяти, комплектацией и экраном: V3 содержит 64 мегабайта flash-памяти, V3 «extended edition» — 512 мегабайт. V3 «new» — 512 мегабайт памяти, новый экран с поддержкой 8 градаций серого, и фонарик в комплекте.
Для этой модели существует свободная прошивка, разрабатываемая проектом OpenInkpot.
Технические характеристики:
| Операционная система               | Linux (в версии, предоставляемой производителем, имеются проблемы с лицензиями на компоненты) |
| Процессор                          | Samsung S3C2410 (ARMV4TL)                                                                     |
| Экран                              | eInk 6" (VizPlex), 600x800, 16 градаций серого                                                |
| Объём оперативной памяти           | 32Mb                                                                                          |
| Объём флэш-памяти загрузчика (NOR) | 2 Mb                                                                                          |
| Объём рабочей флэш-памяти (NAND)   | 64 Mb (512 в «extended edition» и «new edition»)                                              |
| Слоты расширения                   | MMC/SD/SDHC                                                                                   |
| Коммуникации                       | порт USB1.1 (miniUSB-коннектор)                                                               |

### lBook eReader V5
Устройство с уменьшенным до 5" экраном. По сравнению с V3 также увеличена ёмкость аккумулятора, уменьшен вес, установлен более быстрый процессор. Добавлен рычажок прокрутки. Используется экран VizPlex 3-го поколения (800×600 точек, 8 градаций серого).
Lbook e-Reader V5 позволяет работать с картами SD объёмом до 16 Gb, с типом файловой системы FAT32. (Обновление версии программного обеспечения возможно только с SD карт объёмом до 4Gb включительно, имеющими файловую систему FAT). В устройстве есть возможность использования дополнительных шрифтов TTF. Дополнительные (пользовательские) шрифты копируются на SD карту в каталог fonts.
Поддерживаются следующие форматы текстовых файтов: TXT, RTF, FB2, CHM, PDF, частично DOC.

### lBook eReader V3+ (plus)
Модификация lBook eReader V3. В числе основных изменений: новое ядро OS, новый процессор, скоростной контроллер Epson, разъем USB 2.0, частота процессора увеличена до 400 МГц, отображение градаций серого увеличено аппаратно до 16 оттенков, расширилась поддержка форматов файлов без конвертации
Технические характеристики:
| Операционная система     | Linux OS новое ядро 2.6 |
| Процессор                | Samsung 2416 Arm 9 400 МГц |
| Память                   | 64 Mb SDRAM (ОЗУ), 512 Mb (Flash Disk)                                                                                               |
| Экран                    | 6″, бумагоподобный e-INK VizPlex® 3-го поколения, черно-белый экран, 800×600 точек, 16 градации серого (аппаратно), Epson controller |
| Батарея, питание         | 3,7 V Литий-ионная батарея емкостью 950 mAh (формат BL-5)                                                                            |
| Слоты расширения         | SD/MMC (до 16 Гб) |
| Коммуникации             | USB 2.0 |
| Мультимедиа              | mp3-плеер, стерео-выход 3.5 мм |
| Управление               | Программируемые кнопки |
| Масса                    | 230 г. (с батареей) |
| Габариты                 | 184х120.5х9.9 мм |
| Температура              | Рабочая 0°С ~ 40°С, хранения −20°С ~ 55°С                                                                                            |
| Встроенные приложения    | Программы чтения электронных книг, МР3-плеер, вьюер изображений(слайд шоу).                                                          |
| Поддерживаемые форматы   | doc, rtf, txt, pdf и epub (с DRM), html, mobi, fb2, djvu, wolf, html, chm, lit.                                                      |
| Чтение файлов из архивов | RAR/ZIP, JPEG, GIF, PNG, ВМР, TIF, МР3                                                                                               |

### lBook V60
Устройство на базе Linux. Возможности в целом совпадают с предыдущими моделями производителя, но добавлен wi-fi модуль связи (при доработке в сервисном центре и 3g-модем). Как следствие, добавлены браузер (на основе WebKit), клиент электронной почты, ридер rss. Набор поддерживаемых форматов не претерпел особых изменений. Для чтения используется CoolReader. Поставляется с экраном Pearl — 16 градаций цвета, разрешение — 800 на 600.
Устройство может быть использовано:
1) Для чтения книг
2) Для просмотра презентаций (поддержка *ppt, но не полная)
3) Для прослушивания музыки (имеется аудио разъем и встроенные динамики)
4) Для просмотра изображений
5) Для работы в интернете (осложнена непродуманной системой навигации по сайту).
Имеет полноразмерную клавиатуру (дополнительные клавиши на русской раскладке вызываются путём комбинаций). На клавиатуре отсутствуют обратный слэш и символ подчеркивания. Из-за этого работа в Интернете может вызывать дополнительные трудности — нельзя (в стандартной прошивке) ввести пароль с символом «_», или же ввести сложный интернет-адрес.

## Авторизированные продавцы
- ereaders.com.ua
- lbook.ua/authorize